# Fontenay-en-Parisis
Fontenay-en-Parisis är en kommun i departementet Val-d'Oise i regionen Île-de-France i norra Frankrike. Kommunen ligger i kantonen Luzarches som tillhör arrondissementet Sarcelles. År 2022 hade Fontenay-en-Parisis 2 220 invånare.

## Befolkningsutveckling
Antalet invånare i kommunen Fontenay-en-Parisis
| Referens: INSEE |